# 第93回凱旋門賞
第93回凱旋門賞（だい93かいがいせんもんしょう）は、2014年10月5日にフランスのロンシャン競馬場において芝2400メートルで行われた競馬の競走である。
優勝馬はトレヴ（T・ジャルネ騎手）で前年に続く二連覇となり、1978年のアレッジド以来の快挙となった
日本からは、ジャスタウェイ、ハープスター、ゴールドシップが挑戦。日本調教馬はハープスターの6着が最高であった。

## 条件
- 開催場所: ロンシャン競馬場、芝2400メートル[3]
- 発走: 15時30分（日本時間23時30分）[3]
- 賞金総額: 500万ユーロ（1着賞金285万7000ユーロ）[3]
- 出走条件: 3歳以上牡牝[3]
- 天候:
- 馬場硬度:

## 日本馬のフランス遠征
日本からはジャスタウェイ、ハープスター、ゴールドシップと、史上最多の3頭が挑戦した。
ジャスタウェイは前年の天皇賞（秋）でGI初勝利を挙げた後にこの年のドバイデューティーフリーで2着に6馬身以上のの差をつけて優勝。ロンジンワールドベストレースホースランキングで、この年の世界単独1位であり日本調教馬としては歴代2位となる130ポンドのレーティングを獲得した。帰国後は安田記念に優勝、凱旋門賞はそれ以来の出走となった。
ハープスターはこの年の桜花賞馬。阪神ジュベナイルフィリーズや優駿牝馬では2着に敗れたがいずれも僅差であり、前哨戦とした札幌記念でゴールドシップなどの古馬を相手に優勝を果たしての挑戦となった。
ゴールドシップは、前年までに中・長距離のGIを4勝しており、この年は阪神大賞典に勝ち、宝塚記念では史上初の連覇を達成。札幌記念ではハープスターに敗れたものの2着馬には5馬身をつけており、さらに5キログラムの斤量差(52kgと57kg)がありながら勝ち馬に4分の3馬身にまで食い下がっていた。
ハープスターやゴールドシップも欧州での前哨戦は走らず、凱旋門賞は渡仏後ぶっつけでの出走であった。
当初はフランスへの直行便を利用する予定であったが、ストライキにより欠航となったため、成田国際空港からオランダのアムステルダム国際空港へ向かった後に、陸路でフランスへ入国した。

## レース施行前の状況

### 主な前哨戦の結果
| 施行日  | レース名                           | 格 | 着順 | 競走馬名               | 出典   |
| ------- | ---------------------------------- | -- | ---- | ---------------------- | ------ |
| 9月7日  | バーデン大賞                       | G1 | 1着  | アイヴァンホウ         | [ 18 ] |
| 9月13日 | アイリッシュチャンピオンステークス | G1 | 1着  | ザグレイギャッツビー   | [ 19 ] |
| 9月14日 | ヴェルメイユ賞                     | G1 | 1着  | バルチックバロネス     | [ 20 ] |
| 9月14日 | フォワ賞                           | G2 | 1着  | ルーラーオブザワールド | [ 21 ] |
| 9月14日 | ニエル賞                           | G2 | 1着  | エクト                 | [ 22 ] |

### 各馬の状況
この年は、春のクラシックシーズンを終えた時点で複数の3歳馬が凱旋門賞への有力馬として挙げられていた。
ドイツのシーザムーン（牡）は、ドイチェスダービー（ドイツダービー）を11馬身差で圧勝し、4戦4勝としていた。イギリスのタグルーダ（牝）はオークス (芝約2400メートル)に勝ち、さらに古馬との対戦となったキングジョージ6世&クイーンエリザベスステークス（芝2400メートル）にも勝利し4戦4勝、フランスではアヴニールセルタン（牝）がプール・デッセ・デ・プーリッシュ（フランス1000ギニー、芝1600メートル）およびディアヌ賞（フランスオークス、芝2100メートル）に勝ち、5戦5勝という成績であった。また、オーストラリアが英愛ダービーを制覇し、6戦4勝とした。
しかし、これらの馬の多くは休養明けに敗北を喫してしまう。シーザムーンはバーデン大賞で2着に敗れ、後に故障が見つかり凱旋門賞に出走することなく引退を発表した。オーストラリアはインターナショナルステークス (芝約2000メートル)には勝利したが次走のアイリッシュチャンピオンステークス（芝約2000メートル）では2着に敗れた。その後は凱旋門賞には向かわずイギリスチャンピオンステークス (芝約2000メートル)を目指していたが、その出走前に故障のため引退した。タグルーダはヨークシャーオークスで2着に敗れ、初めての敗戦を喫した。アヴニールセルタンはノネット賞 (G2、芝2000メートル)に勝ち、唯一無敗を継続した。
秋になり台頭した3歳馬では、2歳時にG1（芝1600メートル）に勝っていたエクトがニエル賞 (G2)で初の芝2400メートルも克服して6連勝を達成（通算7戦）。セントレジャーステークスでは、ダービーステークス2着馬のキングストンヒルが優勝し凱旋門賞へと駒を進めてきた。
古馬では、前年にオルフェーヴルに5馬身の差をつけて優勝したトレヴは2014年になってから勝てておらず、全てG1ではあるが2着、3着、4着と伸び悩みを見せていた。一方で前年のダービー馬であるルーラーオブザワールドがフォワ賞でダービーステークス以来となる復活の勝利を挙げた。
有力馬の回避としては、プリンスオブウェールズステークスでトレヴを破ったザフューグはその後のエクリプスステークスで故障し引退。ジョッケクルブ賞（フランスダービー）勝ち馬でアイルランドチャンピオンステークスでオーストラリアを破ったザグレイギャッツビーはイギリスチャンピオンステークスへ向かった。

## 出走表
最終的に20頭が登録し、以下のように枠順が決定された。
| 枠番 | 馬番 | 馬名（生産国）                               | 調教国       | 性齢 | 斤量 (kg) | 騎手                             | 調教師                                      |
| ---- | ---- | -------------------------------------------- | ------------ | ---- | --------- | -------------------------------- | ------------------------------------------- |
| 1    | 16   | アヴニールセルタン Avenir Certain ()         | フランス     | 牝3  | 54.5      | C.ルメール Christophe P Lemaire  | JC.ルジェ Jean-Claude Rouget                |
| 2    | 6    | ゴールドシップ Gold Ship ()                  | 日本         | 牡5  | 59.5      | 横山典弘 Norihiro Yokoyama       | 須貝尚介 Naosuke Sugai                      |
| 3    | 8    | トレヴ Treve ()                              | フランス     | 牝4  | 58.0      | T.ジャルネ Thierry Jarnet        | C.ヘッドマーレック Christiane Head-Maarek   |
| 4    | 1    | フリントシャー Flintshire ()                 | フランス     | 牡4  | 59.5      | M.ギュイヨン Maxime Guyon        | A.ファーブル Andre Fabre                    |
| 5    | 17   | ドルニヤ Dolniya ()                          | フランス     | 牝3  | 54.5      | C.スミヨン Christophe Soumillon  | A.ドゥロワイエデュプレ Alain de Royer-Dupre |
| 6    | 2    | ルーラーオブザワールド Ruler of the World () | アイルランド | 牡4  | 59.5      | L.デットーリ Lanfranco Dettori   | A.オブライエン Aidan Patrick O'Brien        |
| 7    | 3    | アルカジーム Al Kazeem ()                    | イギリス     | 牡6  | 59.5      | J.ドイル James Doyle             | R.チャールトン Roger Charlton               |
| 8    | 20   | タペストリー Tapestry ()                     | アイルランド | 牝3  | 54.5      | R.ムーア Ryan Moore              | A.オブライエン Aidan Patrick O'Brien        |
| 9    | 13   | プランスジブラルタル Prince Gibraltar ()     | フランス     | 牡3  | 56.0      | JB.ユケーム Jean-Bernard Eyquem  | JC.ルジェ Jean-Claude Rouget                |
| 10   | 11   | エクト Ectot ()                              | フランス     | 牡3  | 56.0      | G.ブノワ Gregory Benoist         | E.ルルーシュ Elie Lellouche                 |
| 11   | 12   | モンヴィロン Montviron ()                    | フランス     | 牡3  | 56.0      | C.ステファン                     | E.ルルーシュ Elie Lellouche                 |
| 12   | 19   | ハープスター Harp Star ()                    | 日本         | 牝3  | 54.5      | 川田将雅 Yuga Kawada             | 松田博資 Hiroshi Matsuda                    |
| 13   | 5    | スピリットジム Spirit Jim ()                 | フランス     | 牡4  | 59.5      | S.パスキエ Stephane Pasquier     | P.バリー Pascal F. Bary                     |
| 14   | 7    | ジャスタウェイ Just a Way ()                 | 日本         | 牡5  | 59.5      | 福永祐一 Yuichi Fukunaga         | 須貝尚介 Naosuke Sugai                      |
| 15   | 18   | タグルーダ Taghrooda ()                      | イギリス     | 牝3  | 54.5      | P.ハナガン Paul Hanagan          | J.ゴスデン John Gosden                      |
| 16   | 10   | シルジャンズサガ Siljan's Saga ()            | フランス     | 牝4  | 58.0      | P.ブド Pierre-Charles Boudot     | J.ゴーヴァン Jean-Pierre Gauvin             |
| 17   | 15   | フリーポートラックス Free Port Lux ()        | フランス     | 牡3  | 56.0      | M.バルザローナ Mickaül Barzalona | F.ヘッド Freddie Head                       |
| 18   | 9    | チキータ Chicquita ()                        | アイルランド | 牝4  | 58.0      | J.オブライエン Joseph P. O'Brien | A.オブライエン Aidan Patrick O'Brien        |
| 19   | 4    | アイヴァンホウ Ivanhowe ()                   | ドイツ       | 牡4  | 59.5      | W.ビュイック William Buick       | J.カルヴァーリョ Jean-Pierre Carvalho       |
| 20   | 14   | キングストンヒル Kingston Hill ()            | イギリス     | 牡3  | 56.0      | A.アツェーニ Andrea Atzeni       | R.ヴェリアン Roger Varian                   |

## 競走結果
ルーラーオブザワールドが好スタートを切るが、エクト陣営が準備したペースメーカーであるモンヴィロンが先手を奪う。その後ろにキングストンヒルが付け、更に後ろをルーラーオブザワールド、タグルーダが並んで追走しアヴニールセルタンもこれに加わっていく。一方、日本調教馬は後方に控え、ゴールドシップが最後方、ハープスターがその前でジャスタウェイが後方から4頭目の内という隊列で進んだ。最後のコーナーを終えると各馬が大きく広がるが、残り約400メートルの地点でトレヴが内から先頭に並びかけ、300メートルで後続を突き放す。フリントシャー、タグルーダ、キングストンヒルが食らいつき、ハープスターは不可能と思われた位置から馬群の外を回って追い込む。しかしいずれも先頭を脅かすには至らず、トレヴが2馬身差で勝利し前年に続く連覇を達成。以下、フリントシャー、タグルーダと続いた。日本調教馬は、ハープスターが6着、ジャスタウェイが8着、ゴールドシップが14着に終わった。
なお、凱旋門賞の連覇は1977年・1978年のアレッジド以来、36年ぶり6頭目、牝馬による連覇は1936年・1937年のコリーダ以来77年ぶり2頭目である。
表の出典:「JRA-VAN 2014年凱旋門賞特集」ホームページ内の「着順結果」
| 着順 | 馬名               | 勝ち時計 |
| ---- | ------------------ | -------- |
| 1着  | Treve              | 2.26.05  |
| 2着  | Flintshire         | 2        |
| 3着  | Taghrooda          | 1・1/4   |
| 4着  | Kingston Hill      | 3/4      |
| 5着  | Dolniya            | クビ     |
| 6着  | Harp Star          | クビ     |
| 7着  | Prince Gibraltar   | アタマ   |
| 8着  | Just a Way         | 短アタマ |
| 9着  | Ruler of the World | 3/4      |
| 10着 | Al Kazeem          | ハナ     |
| 11着 | Avenir Certain     | 3/4      |
| 12着 | Siljan's Saga      | ハナ     |
| 13着 | Tapestry           | 1        |
| 14着 | Gold Ship          | アタマ   |
| 15着 | Chicquita          | 1・1/2   |
| 16着 | Spirit Jim         | ハナ     |
| 17着 | Ectot              | 3/4      |
| 18着 | Ivanhowe           | 短アタマ |
| 19着 | Free Port Lux      | 2        |
| 20着 | Montviron          | 9        |